# East Germantown
East Germantown – miasto w Stanach Zjednoczonych, w stanie Indiana, w hrabstwie Wayne.